# Edgar Denis
Edgar Antonio Denis (Asunción, 11 de diciembre de 1969) es un exfutbolista internacional paraguayo y entrenador, que ha dirigido a varios equipos del fútbol paraguayo. Actualmente dirige al Club Deportivo Capiatá de la tercera división de Paraguay.

## Trayectoria
Jugaba de delantero y militó en diversos clubes de Paraguay, Argentina, Perú y Chile. Es plenamente identificado con el Atlético Colegiales, club donde jugó en dos ciclos. 
Además, jugó con la selección paraguaya en siete oportunidades, disputando la Copa América 1995 en Uruguay, donde su selección quedó eliminada en cuartos de final, ante su similar de Colombia, mediante los lanzamientos penales.
Recibió el título de entrenador en el año 2002 y desde entonces ha dirigido a equipos de la principal categoría y de la división intermedia o segunda categoría del fútbol paraguayo. 
En el año 2012, obtiene el ascenso con el Deportivo Capiatá a la primera división del fútbol paraguayo, adjudicándose el segundo cupo del campeonato de la  división intermedia.
En el año 2013, entre otros equipos, ha dirigido al Club Sportivo San Lorenzo.

## Clubes

### Como jugador
| Club                   | País      | Año       |
| ---------------------- | --------- | --------- |
| Presidente Hayes       | Paraguay  | 1990-1991 |
| Olimpia                | Paraguay  | 1992      |
| Presidente Hayes       | Paraguay  | 1993-1994 |
| Club Colón de Santa Fe | Argentina | 1994      |
| Cerro Corá             | Paraguay  | 1994-1995 |
| Universitario          | Perú      | 1995-1996 |
| Guaraní                | Paraguay  | 1996      |
| Shanghai Shenhua       | China     | 1997      |
| Club Sportivo Luqueño  | Paraguay  | 1998      |
| Atlético Colegiales    | Paraguay  | 1998-2001 |
| Audax Italiano         | Chile     | 2001      |
| Atlético Colegiales    | Paraguay  | 2002-2005 |

### Como entrenador
| Club                 | País     | Año       |
| -------------------- | -------- | --------- |
| 3 de Febrero         | Paraguay | 2009      |
| Atlético Colegiales  | Paraguay | 2011      |
| Deportivo Capiatá    | Paraguay | 2012-2013 |
| Sportivo 2 de Mayo   | Paraguay | 2013      |
| San Lorenzo          | Paraguay | 2013      |
| Sport Colombia       | Paraguay | 2015      |
| Deportivo Liberación | Paraguay | 2016      |
| Pilcomayo            | Paraguay | 2016      |
| Santaní              | Paraguay | 2016      |
| Sport Colombia       | Paraguay | 2017      |
| Rubio Ñu             | Paraguay | 2018      |
| Deportivo Liberación | Paraguay | 2018      |
| Sportivo 2 de Mayo   | Paraguay | 2019      |
| Presidente Hayes     | Paraguay | 2021      |
| Atlético Colegiales  | Paraguay | 2021      |
| Deportivo Capiatá    | Paraguay | 2024      |